# Sudás
Sudás (antes de mediados del II milenio a. C. aproximadamente) es el nombre de un celebrado rey de los tritsus (tribu aria en el norte de la India).
- sudās, en el sistema AITS (alfabeto internacional para la transliteración del sánscrito).
- सुदास् en escritura devanagari del sánscrito.
- Pronunciación: /sudás/.[1]
- Etimología:[1]
  - ‘que adora muy bien [a los dioses]’, siendo su: ‘muy’ y dāś: ‘servir u honrar [a un dios]’.
  - ‘que da muy buenos regalos’, según Saiana, siendo su: ‘muy’ y dās: ‘da [regalos]’.
  - Según la tradición de Madrás, el nombre original habría sido Sudāh, que se terminó escribiendo Sudās. La ese podría haber sido agregada para evitar el sufijo ā, que lo podría hacer confundir con un nombre femenino (Sudā).[2]

Era descendiente de Divodasa, quien era descendiente de Srinyaia, quien a su vez era descendiente de Devavata (según las Leyes de Manu, 7.41).
Su historia se cuenta en el texto del Rig-veda. Se desconoce en qué época vivió, pero tiene que ser anterior al siglo XV a. C. (fecha aproximada de composición del Rig-veda, el texto más antiguo de toda la literatura de la India).
En su corte actuaban como sacerdotes familiares tanto Vásistha como Vishuámitra.
Sudás fue el vencedor de la Batalla contra los Diez Reyes, que estableció la ascendencia del clan Bhar o Bhárata.

## Otro Sudás
Según el Grijia-sutra y el Shrauta-sutra, existe un Sudás Paiyavana (Sudās Paijavana), que se considera autor de los himnos del décimo mandala del Rig-veda.